# Андовер (Нью-Джерси)
Андовер (англ. Andover) — боро в округе Сассекс (штат Нью-Джерси, США). По данным переписи населения США 2010 года, население района составляло 606 человек.
Андовер получил статус боро на основании акта законодательного собрания Нью-Джерси от 25 марта 1904 года и был образован из части тауншипа Андовер. Боро был назван в честь тауншипа Андовер, который в свою очередь был назван в честь города Андовер в английском графстве Гэмпшир.

## География
По данным Бюро переписи населения США, общая площадь района составляет 3,53 км², включая 3,49 км² суши и 0,04 км² воды (1,18 %).
Район граничит с муниципалитетами округа Сассекс — тауншипами Андовер, Байрам и Грин.

## Демографическая ситуация

### Перепись населения 2010 года
По данным переписи населения США 2010 года, в районе проживало 606 человек, насчитывалось 241 домохозяйство и 164 семьи. Плотность населения составляла 161,1 чел/км2. Имелось 263 единицы жилья при средней плотности 69,9/км2. Расовый состав: 91,75 % (556) белых, 1,16 % (7) чёрных или афроамериканцев, 0,33 % (2) коренных американцев, 2,15 % (13) азиатов, 0,00 % (0) жителей тихоокеанских островов, 2,64 % (16) представителей других рас и 1,98 % (12) представителей двух или более рас. Испаноговорящие или латиноамериканцы составляли 7,59 % (46) населения.
Из 241 домохозяйства в 28,6 % проживали дети в возрасте до 18 лет; 50,6 % составляли супружеские пары, живущие вместе; в 12,4 % была незамужняя женщина, и 32,0 % были несемейными. Из всех домохозяйств 22,8 % состояли из отдельных лиц, а в 9,1 % проживал один человек в возрасте 65 лет и старше. Средний размер домохозяйства составлял 2,51, а средний размер семьи — 2,91.
21,1 % населения были моложе 18 лет, 7,6 % — от 18 до 24 лет, 28,7 % — от 25 до 44 лет, 30,5 % — от 45 до 64 лет и 12,0 % — в возрасте 65 лет и старше. Медианный возраст составил 40,4 года. На каждые 100 женщин приходилось 99,3 мужчин. На каждые 100 женщин в возрасте 18 лет и старше приходилось 100,8 мужчин.
По данным опроса Американского общественного мнения, проведённого Бюро переписи населения в 2006—2010 годах, медианный доход домохозяйства (в ценах 2010 года) составил $67 000, а медианный доход семьи — $78 889. Средний доход мужчин составил $54 583, а женщин — $41 667. Доход на душу населения в районе составил $34 262. Около 6,7 % семей и 12,7 % населения находились за чертой бедности, включая 21,3 % лиц моложе 18 лет и ни одного человека в возрасте 65 лет и старше.

### Перепись населения 2000 года
По данным переписи населения США 2000 года в районе проживало 658 человек, насчитывалось 261 домохозяйство и 180 семей. Плотность населения составляла 174,0 чел/км2. Имелось 273 единицы жилья при средней плотности 72,2/км2. Расовый состав населения района составлял 92,71 % белых, 2,28 % афроамериканцев, 0,76 % коренных американцев, 2,28 % азиатов, 0,15 % жителей тихоокеанских островов, 1,22 % представителей других рас и 0,61 % представителей двух или более рас. Латиноамериканцы или испаноговорящие составляли 2,58 % населения.
В городе насчитывалось 261 домохозяйство, из которых в 29,1 % проживали дети в возрасте до 18 лет, 50,6 % составляли супружеские пары, проживающие вместе, в 14,2 % проживала незамужняя женщина, и 30,7 % не являлись семьями. 24,9 % всех домохозяйств состояли из отдельных лиц, а в 6,5 % проживал один человек в возрасте 65 лет и старше. Средний размер домохозяйства составлял 2,52, а средний размер семьи — 2,98.
Население в округе распределено по возрасту: 21,7 % моложе 18 лет, 7,6 % от 18 до 24 лет, 35,3 % от 25 до 44 лет, 25,5 % от 45 до 64 лет и 9,9 % в возрасте 65 лет и старше. Медианный возраст составил 38 лет. На каждые 100 женщин приходилось 103,7 мужчин. На каждые 100 женщин в возрасте 18 лет и старше приходилось 98,8 мужчин.
Медианный доход домохозяйства в районе составлял $60 000, а медианный доход семьи — $69 688. Средний доход мужчин составил $38 056, а женщин — $30 950. Доход на душу населения в районе составлял $25 914.

## Правительство

### Местные органы власти
Андовер управляется в соответствии с формой муниципального управления «боро», которая используется в 218 муниципалитетах (из 564) штата Нью-Джерси, что делает её наиболее распространённой формой управления в Нью-Джерси. Орган управления состоит из мэра и Совета боро, причем все должности избираются по принципу партийных выборов в ноябре. Мэр избирается непосредственно избирателями на четырёхлетний срок. Совет боро состоит из шести членов, избираемых на трёхлетний срок по скользящему графику, причем два советника избираются каждый год в течение трёхлетнего цикла. Форма правления боро, используемая в Андовере, — «слабый мэр / сильный совет», при которой члены совета действуют как законодательный орган, а мэр председательствует на заседаниях и голосует только в случае равенства голосов. Мэр может наложить вето на постановления, которое может быть отменено большинством в две трети голосов членов совета. Мэр назначает членов совета в комитеты и устанавливает между ними связи, большинство назначений производится мэром по рекомендации и с согласия совета.
По состоянию на 2022 год мэром боро Андовер являлся республиканец Джон А. Морган, срок полномочий которого истекает 31 декабря 2023 года. Членами совета боро являются председатель совета Линн Т. Делфинг (республиканец, 2023), Мелвин Деннисон (республиканец, 2024), Джон П. Хоаг (республиканец, 2023),  Рэндольф Мэллон (демократ, 2022), Роберт Л. Смит (республиканец, 2024) и Ким Уолтер (республиканец, 2022).
В феврале 2015 года Совет боро выбрал Майкла Фигейредо из списка трёх кандидатов, выдвинутых муниципальным комитетом демократов, на место, истекающее в декабре 2016 года, которое стало вакантным после ухода Деборы Макгоуэн в отставку. Фигейредо исполнял обязанности на временной основе до всеобщих выборов в ноябре 2015 года, когда он был избран на оставшийся год срока полномочий.
В феврале 2016 года Совет боро выбрал Джона Хоага из трёх кандидатов, предложенных Республиканским муниципальным комитетом, на место, которое занимал Эскил С. Даниэльсон и которое истекло в декабре 2017 года; Хоаг исполнял обязанности на временной основе до всеобщих выборов в ноябре 2016 года.
В феврале 2022 года Совет боро выбрал Рэндольфа Мэллона на место, истекающее в декабре 2022 года, которое занимал Питер Пирсон, ушедший в отставку в предыдущем месяце.
За правопорядок в боро Андовер отвечает полиция штата Нью-Джерси. Пожарная охрана осуществляется добровольным пожарным департаментом боро Андовер. Скорой помощью занимается Лейклендская бригада скорой помощи.

### Федеральное представительство, представительство штата и округа
Боро Андовер расположен в 5-м избирательном округе Конгресса и входит в 24-й законодательный округ штата Нью-Джерси.
В 117-м Конгрессе США пятый округ конгресса Нью-Джерси представляет Джош Готхаймер (демократ, Уайкофф). В Сенате США Нью-Джерси представляют демократы Кори Букер (Ньюарк, срок полномочий заканчивается в 2027 году) и Боб Менендес (Гаррисон, срок полномочий заканчивается в 2025 году).
На сессии 2022—2023 годов 24-й законодательный округ штата Нью-Джерси представлен в Сенате штата Стивом Орохо (республиканец, Франклин), а в Генеральной Ассамблее — Паркером Спейсом (республиканец, тауншип Вантадж) и Хэлом Виртсом (республиканец, Гамбург).
Округ Сассекс управляется Советом избранных фрихолдеров, пять членов которого избираются по принципу выборности на партийных выборах в шахматном порядке, причём каждый год на выборы выставляется либо одно, либо два места. На ежегодном реорганизационном собрании, проводимом в начале января, совет выбирает директора и заместителя директора из числа своих членов, а повседневное руководство деятельностью округа возлагается на администратора округа.
По состоянию на 2014 год фрихолдерами округа Сассекс являлись: директор фрихолдера Ричард Воден (республиканец, тауншип Грин, 2016), заместитель директора Деннис Дж. Мудрик (республиканец, тауншип Спарта, 2015), Филлип Р. Крэбб (республиканец, Франклин, 2014), Джордж Грэм (республиканец, Стенхоуп, 2016) и Гейл Фибус (республиканец, тауншип Андовер, 2015). Грэм был выбран в апреле 2013 года, чтобы занять место, освобожденное Паркером Спейсом, который был выбран для заполнения вакансии в Генеральной Ассамблее Нью-Джерси. Уставные должностные лица, избираемые на окружной основе: окружной клерк Джефф Парротт (республиканец, 2016), шериф Майкл Ф. Страда (республиканец, 2016) и судья по наследственным делам и опеке, Гэри Р. Чиусано (республиканец, заполнил вакансию после отставки Нэнси Фицгиббонс). Администратором округа являлся Джон Эскилсон.

### Выборы
По состоянию на 23 марта 2011 года в Андовере было зарегистрировано 403 избирателя, из которых 109 (27,0 % против 16,5 % по округу) были зарегистрированы как демократы, 152 (37,7 % против 39,3 %) — как республиканцы и 142 (35,2 % против 44,1 %) — как неприсоединившиеся. Избирателей, зарегистрированных в других партиях, не было. Среди населения района по данным переписи 2010 года 66,5 % (против 65,8 % в округе Сассекс) были зарегистрированы как избиратели, включая 84,3 % лиц в возрасте 18 лет и старше (против 86,5 % по округу).
На президентских выборах 2012 года республиканец Митт Ромни получил 143 голоса (50,9 % против 59,4 % по округу), опередив демократа Барака Обаму со 129 голосами (45,9 % против 38,2 %) и других кандидатов с 8 голосами (2,8 % против 2,1 %), из 281 бюллетеня, поданного 400 зарегистрированными избирателями района, явка составила 70,3 % (по сравнению с 68,3 % в округе Сассекс). На президентских выборах 2008 года республиканец Джон Маккейн получил 139 голосов (49,5 % против 59,2 % по округу), сравнявшись с демократом Бараком Обамой, получившим 139 голосов (49,5 % против 38,7 %), а другие кандидаты получили 2 голоса (0,7 % против 1,5 %), среди 281 бюллетеня, поданного 404 зарегистрированными избирателями района, при явке 69,6 % (против 76,9 % в округе Сассекс). На президентских выборах 2004 года республиканец Джордж Буш получил 171 голос (55,5 % против 63,9 % по округу), опередив демократа Джона Керри со 134 голосами (43,5 % против 34,4 %) и других кандидатов с одним голосом (0,3 % против 1,3 %), из 308 бюллетеней, поданных 421 зарегистрированным избирателем округа, явка составила 73,2 % (против 77,7 % по округу).
На губернаторских выборах 2013 года республиканец Крис Кристи получил 61,6 % голосов (106 голосов), опередив демократа Барбару Буоно с 32,6 % (56 голосов) и других кандидатов с 5,8 % (10 голосов), из 173 бюллетеней, поданных 396 зарегистрированными избирателями района (1 бюллетень был испорчен), явка составила 43,7 %. На губернаторских выборах 2009 года республиканец Крис Кристи получил 117 голосов (58,8 % против 63,3 % по округу), опередив демократа Джона Корзайна с 61 голосом (30,7 % против 25,7 %), независимого Криса Даггетта с 18 голосами (9,0 % против 9,1 %) и других кандидатов с 2 голосами (1,0 % против 1,3 %), среди 199 бюллетеней, поданных 386 зарегистрированными избирателями района, что составило 51,6 % явки (против 52,3 % по округу).

## Образование
Учащиеся государственных школ с дошкольного возраста по восьмой класс посещают школы Андоверского регионального школьного округа вместе с учащимися из тауншипа Андовер. По состоянию на 2018—19 учебный год в округе, состоящем из двух школ, насчитывалось 450 учащихся и 48,4 учителя (в эквиваленте полной занятости), что составляет соотношение учеников и учителей 9,3:1. Школами округа (с данными о численности учащихся за 2018—19 учебный год, полученными из Национального центра статистики образования) являются: начальная школа Флоренс Берд с 225 учениками с дошкольного возраста до 4 класса и Средняя школа Лонг Понд с 220 учениками в классах с 5 по 8-й. Совет по образованию округа состоит из девяти членов, которые определяют политику и контролируют финансовую и образовательную деятельность округа, при этом боро Андовер получил в совете одно из девяти мест, исходя из численности населения двух входящих в округ муниципалитетов.
Учащиеся государственных школ с девятого по двенадцатый классы посещают среднюю школу в Ньютоне, вместе с учащимися из танушипов Андовер и Грин, в рамках местного обмена с школьным округом Ньютона. По состоянию на 2018—19 учебный год в средней школе обучалось 715 учащихся и работало 66 учителей (на основе эквивалента полной занятости), соотношение учащихся и учителей составляло 10,8:1.
С 1972 года Лейклендская школа в Андовере работает как терапевтическая некоммерческая частная дневная школа для учащихся 7—12 классов, удовлетворяющая образовательные и профессиональные потребности учащихся с эмоциональными и поведенческими проблемами.

## Транспорт

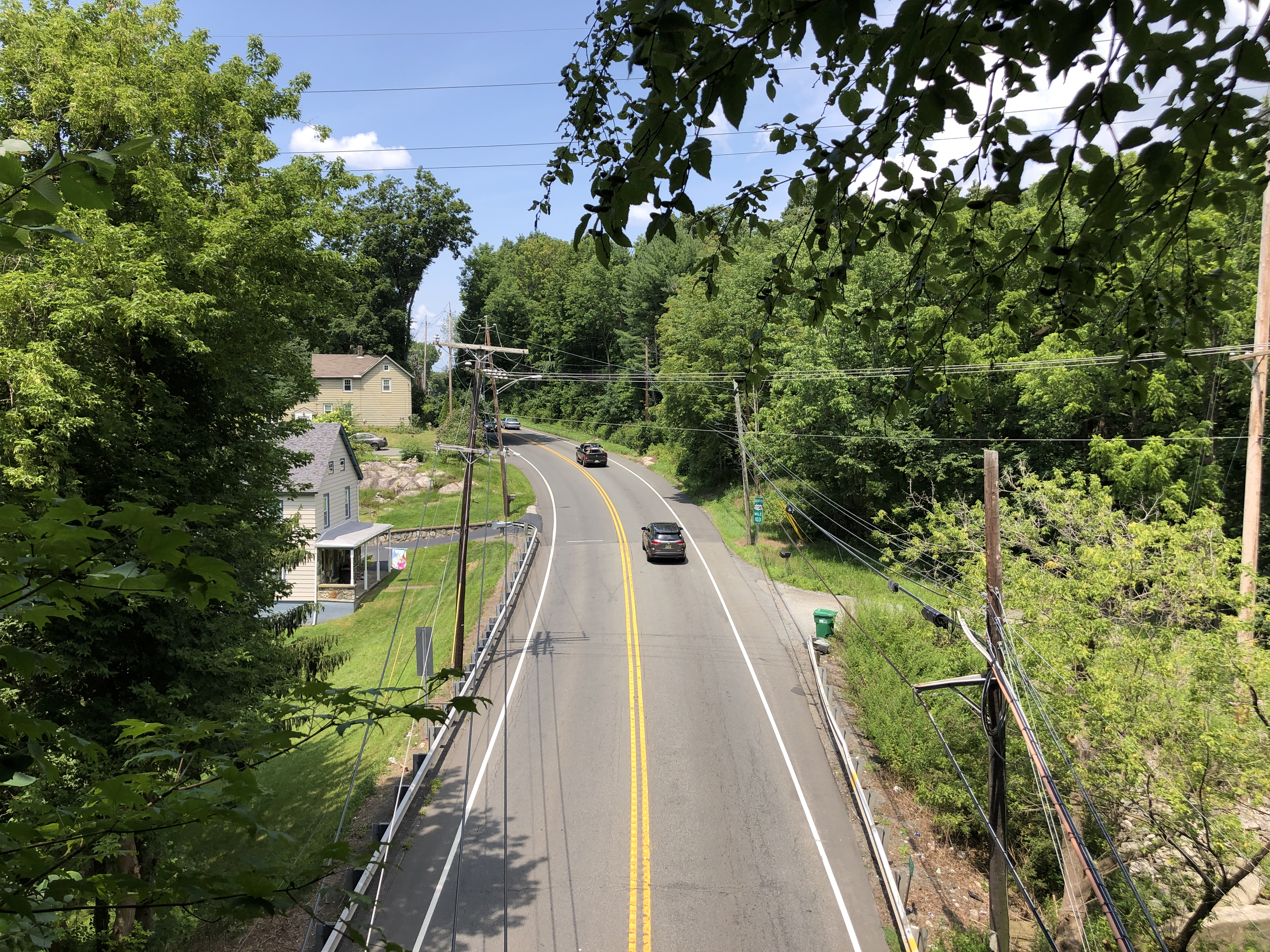
Трасса US 206 в северном направлении в Андовере

### Дороги и магистрали
По состоянию на май 2010 года в боро насчитывалось в общей сложности 11,93 км дорог, из которых 3,09 км обслуживались муниципалитетом, 5,12 км — округом Сассекс и 3,72 км — Департаментом транспорта Нью-Джерси.
Через район проходят федеральная трасса 206 и окружная трасса 517.

### Общественный транспорт
Компания Lakeland Bus Lines осуществляет перевозки по шоссе 80 между Ньютоном, Нью-Джерси и автобусным терминалом Портового управления в Манхэттене.
В рамках восстановления железнодорожного сообщения по Lackawanna Cut-Off бывший конгрессмен США, Родни Фрелингхайзен, получил 61 миллион долларов на реконструкцию участка бывшей железной дороги длиной 11,7 км до новой станции в Андовере, которая была запланирована на 2021 год, но в настоящее время предполагается, что она откроется после 2027 года.
Аэропорт Аэрофлекс-Андовер расположен в 3,2 км к северу от центрального делового района, а аэропорт Тринча — в 4,8 км к юго-западу.

## Достопримечательности
Несколько мест в Андовере внесены в Реестр исторических мест штата Нью-Джерси. Каменная мельница Грист-Милл, построенная в 1760 году, является частью исторического района «андоверская кузница». Богато украшенный дом на Брайтон-авеню внесен в индивидуальный список. Каменный арочный мост «Дыра в стене», построенный Сассекской железной дорогой, пересекает шоссе Моррис и Сассекс-Тернпайк и сейчас по нему проходит туристическая пешеходная железнодорожная тропа вдоль бывшей Сассекской железнодорожной ветки. Особняк Iron Master’s на Мэйн-стрит был частью железолитейного завода в Андовере.

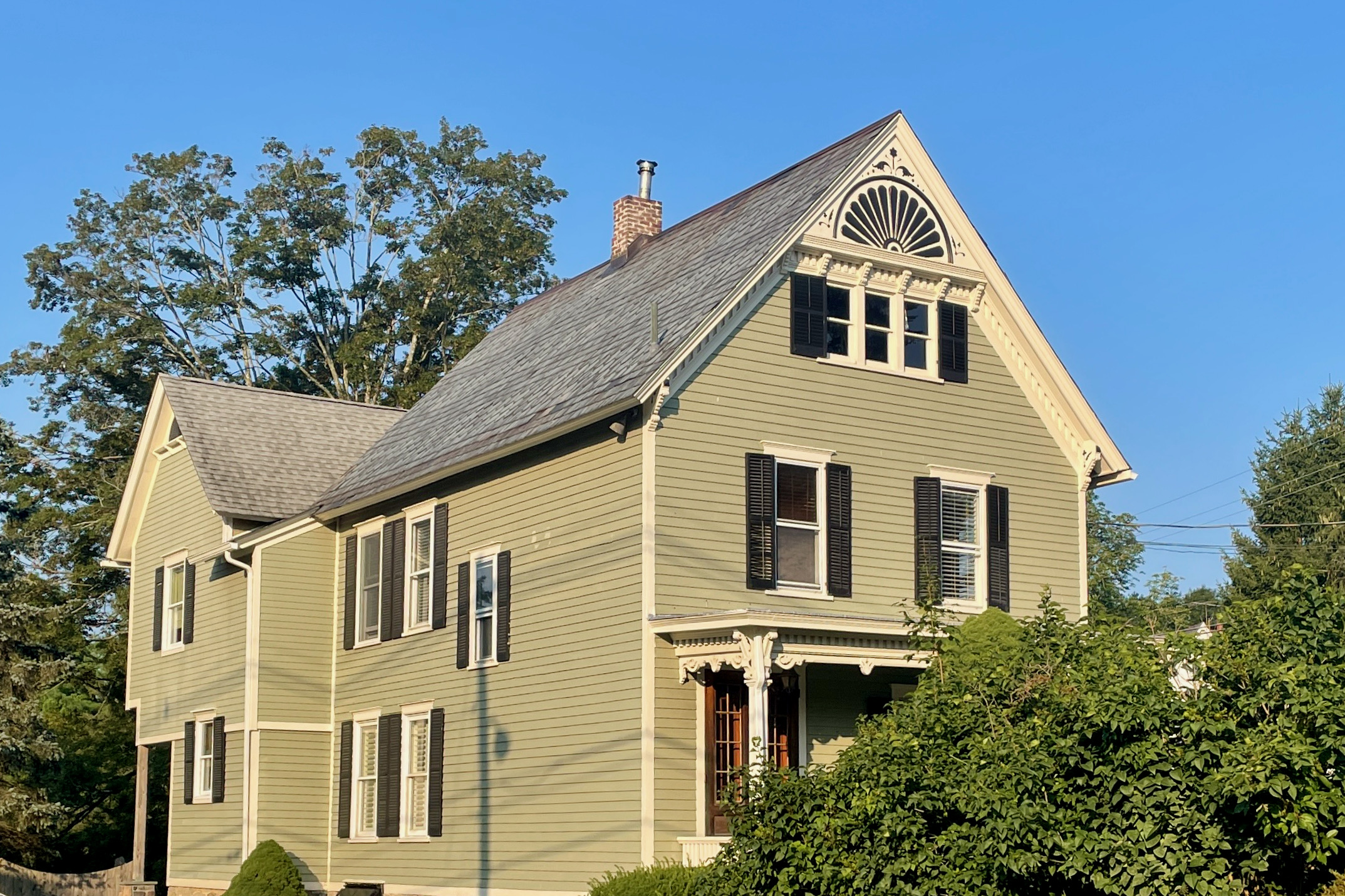
Дом на Брайтон-авеню
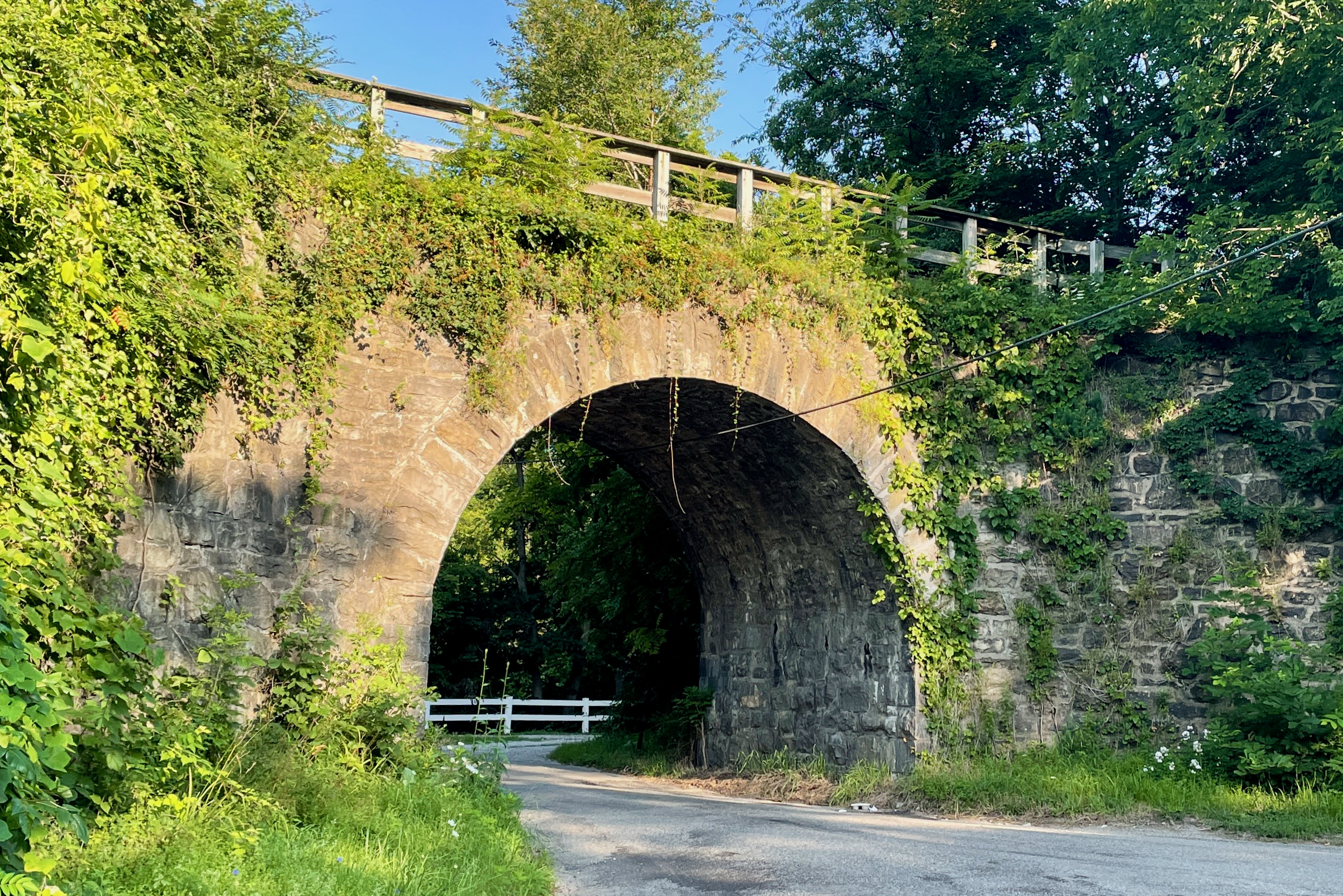
Каменный арочный мост «Дыра в стене»
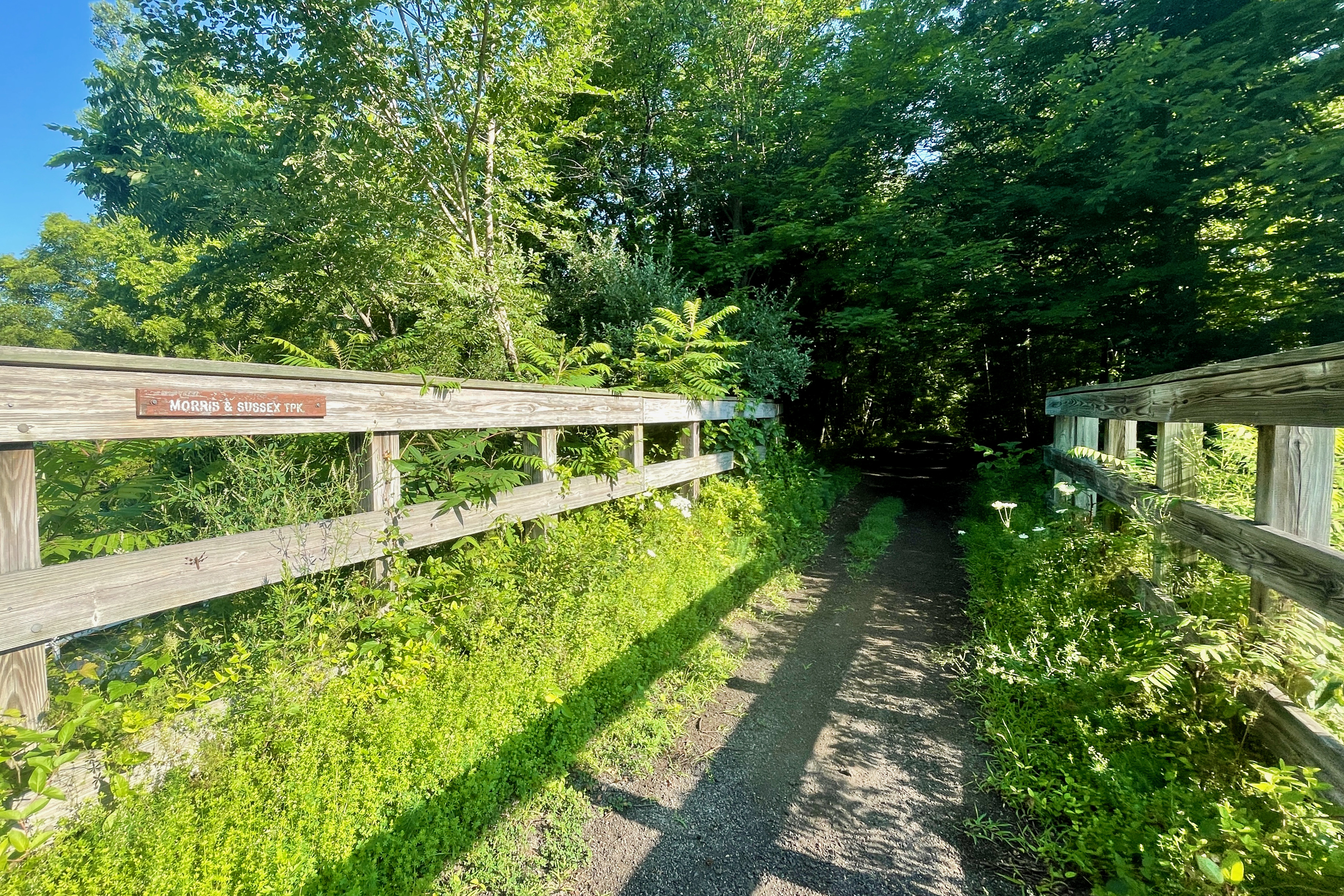
Пешеходная тропа вдоль бывшей Сассекской железнодорожной ветки
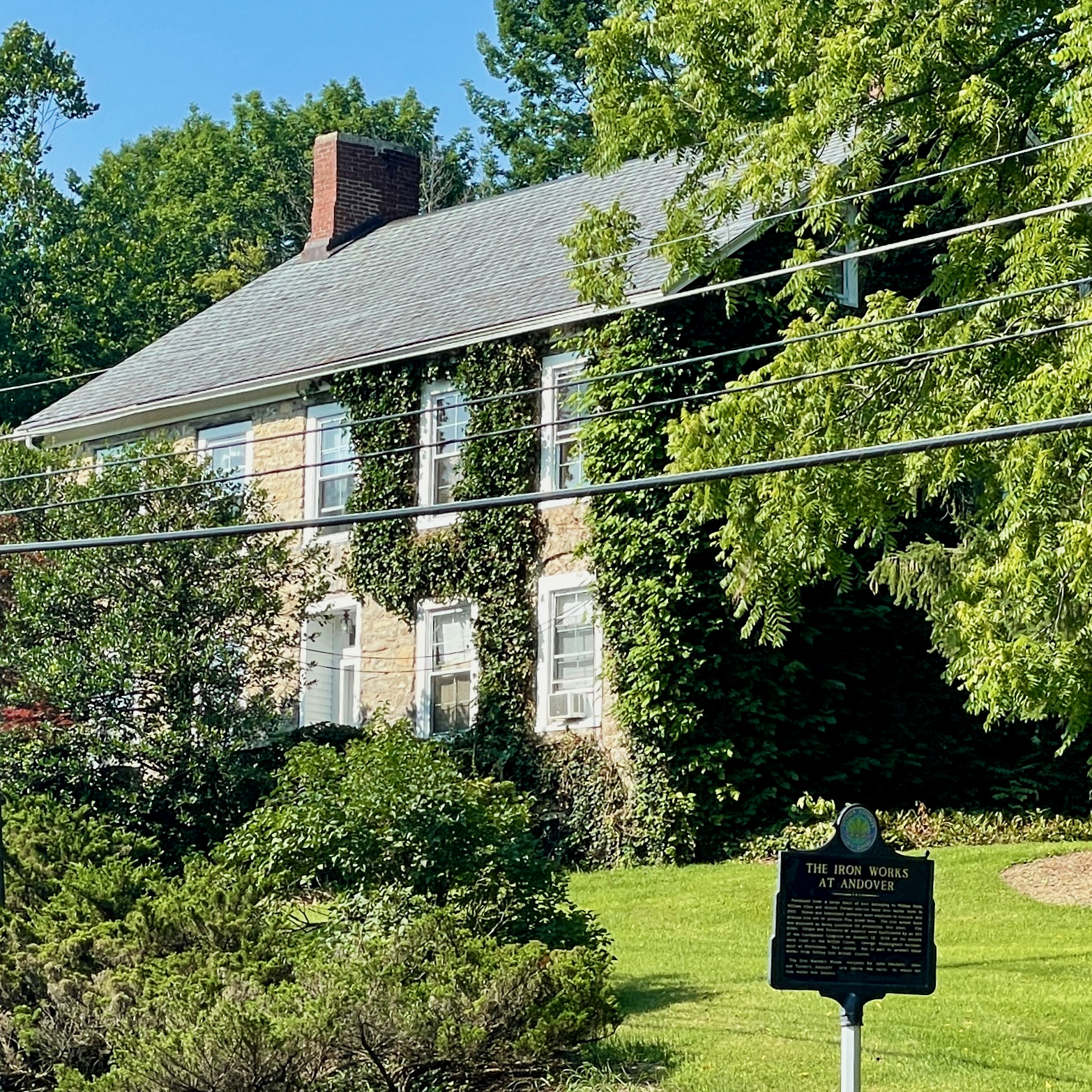
Особняк Iron Master's

## Знаменитые люди
Среди людей, которые родились в Андовере, проживали в нём или были тесно связаны с ним, получили известность:
- Стивен Мариус Бальцер[англ.] (ок. 1864 – 1940), механик и разработчик раннего автомобильного и самолётного двигателя[79].
- Кеннет Берк (1897—1993), американский писатель, журналист, философ, исследователь литературы, теоретик коммуникации, литературный критик и философ; дед Гарри и Тома[англ.] Чапинов[80].
- Финн Касперсен[англ.] (1941—2009), финансист и филантроп[81].
- Ньюман Дрейк[англ.] (1860—1930), основатель компании по производству выпечки «Дрейкс[англ.]»[82].
- Роб Фриман[англ.] (род. 1981), член группы Hidden in Plain View[англ.][83].